# Physoronia
Physoronia är ett släkte av skalbaggar som beskrevs av Edmund Reitter 1884. Physoronia ingår i familjen glansbaggar.
Släktet innehåller bara arten Physoronia wajdelota.